# گوته هدلوند
گوته هدلوند (انگلیسی: Göthe Hedlund؛ ۳۱ ژوئیه ۱۹۱۸ – ۱۵ دسامبر ۲۰۰۳ (aged 85)) اسکیت‌باز سرعت اهل سوئد بود.